# Allegro (knihovna)
Allegro je open source knihovna pro základní 2D grafiku, práci s obrázky, textový výstup, zvukový výstup, timery, matice, práci se soubory a velmi limitovaně s 3D grafikou. 
Název pochází z "Atari Low-Level Game Routines", v překladu Nízko úrovňová rutina pro hry na Atari.

## Historie
Allegro napsal Shawn Hargreaves pro Atari začátkem 90. let 20. století. Když zjistil, že tato platforma upadá, tak přepsal Allegro roku 1995 na Borland C++ a DJGPP kompilátory. Podpora pro Borland C++ byla přerušena ve verzi 2.0, takže jediným podporovaným kompilátorem zůstal DJGPP. Shawn Hargreaves už nadále nepracuje na vývoji Allegra.
Od verze 4.0 dokáže knihovna pracovat na operačních systémech DOS, Microsoft Windows, BeOS, Mac OS X a systémech založených na Unixu. Je napsaná v programovacím jazyce C. 
Existuje také nezávislý port Allegra na AmigaOS.

## Rozšíření
Lidé okolo Allegra napsali rozšíření knihovny, protože základní Allegro umí pracovat jen s obrázky BMP a TGA a jen s méně známými zvukovými formáty. Rozšíření jsou hlavně na práci s novějšími formáty: PNG, GIF, JPEG, MPEG, Ogg, MP3, TTF a další. 
Některé rozšíření umožňují použití knihovny Allegro s jinými programovacími jazyky:
Python, Perl, Scheme, C# a jiné.
Knihovna AllegroGL umožňuje použít pro akcelerovaný výstup OpenGL.

## Hry používající Allegro
- Icy Tower
- Gusanos
- M.U.G.E.N
- Meteor
- Casino Rio Club